# 川本東大橋
川本東大橋（かわもとひがしおおはし）は、島根県邑智郡川本町の江の川にかかる道路橋。

## 諸元
- 路線名 : 島根県道31号仁摩邑南線
- 竣工年 : 1967年[2]
- 橋種 : 2径間下路式ランガー橋[3]
- 橋長 : 160.35 m[3]
- 支間長 : 12.04 m + 75.00 m + 71.00 m[3]
- アーチライズ : 11.0 m[3]
- 幅員 : 6.0 m[3]

## 沿革
この地に最初に橋がかけられたのは1923年（大正12年）のこと。当時は川本橋あるいは江川吊橋といい、橋長380尺（約115 m）、幅員18尺（約5.5 m）、橋面は木製の吊り橋であった。工事は県費によるもの。車の通行が増えてくると、轍の位置に板が置かれていたという。
なお近代の島根県内における江の川への架橋は、川本橋と国道18号上江川橋・山陰本線郷川橋梁と都賀大橋・三江線第一江川橋梁のみで、流域の大部分では渡し船による渡河が主流であった。そうした背景もあって、吊橋の川本橋は邑智郡の名物と謳われ、郡史には名勝と記載され、粕淵村（現美郷町）の観光案内では中心に置かれていたという。
1965年（昭和40年）吊橋の川本橋は洪水により流出した。当時取材に来ていた記者が渡りきった途端に大きな音を立てて落橋したという。
1967年（昭和42年）同じ位置に川本東大橋が架け直された。

## ギャラリー

初代の吊橋